# Obcy (film 1967)
Obcy (wł. Lo straniero) – włosko-francusko-algierski film dramatyczny z 1967 roku w reżyserii Luchino Viscontiego, zrealizowany na motywach powieści Alberta Camusa pod tym samym tytułem.
Film miał swoją światową premierę 6 września 1967 roku w ramach konkursu głównego na 28. MFF w Wenecji. W krajach francuskojęzycznych wyświetlano go pod tytułem L'étranger.
Film nominowano do nagrody Złotego Globu za najlepszy film nieanglojęzyczny.

## Fabuła
Algier pod dominacją francuską. Młody Francuz zabija miejscowego na plaży w upalny dzień. Zostaje aresztowany. Podczas procesu oskarżyciel zwraca uwagę na jego niby pozbawioną jakichkolwiek głębszych uczuć naturę. Młodzieniec w dniu morderstwa znajdował się w nowych dla swego dotychczasowego życia okolicznościach.

## Obsada
W filmie wystąpili m.in.:
- Marcello Mastroianni jako Arthur Meursault
- Anna Karina jako Marie Cardona
- Maria Pia Di Meo jako Marie Cardona (głos)
- Bernard Blier jako obrońca
- Carlo Romano jako obrońca (głos)
- Georges Wilson jako sędzia śledczy
- Corrado Gaipa jako sędzia śledczy (głos)
- Georges Géret jako Raymond Sintes
- Pino Locchi jako Raymond Sintes (głos)
- Mimmo Palmara jako pan Masson
- Massimo Foschi jako pan Masson (głos)
- Angela Luce jako pani Masson
- Marc Laurent jako Emmanuel
- Bruno Cremer jako ksiądz
- Sergio Graziani jako ksiądz (głos)
- Pierre Bertin jako sędzia
- Bruno Persa jako sędzia (głos)
- Jacques Herlin jako dyrektor przytułku
- Gianfranco Bellini jako dyrektor przytułku (głos)
- Alfred Adam jako prokurator
- Oreste Lionello jako prokurator (głos)
- Joseph Marechal jako Salamano
- Jean-Pierre Zola jako urzędnik
- Vittorio Duse jako prawnik

## Wersja polska
Opracowanie: Studio Opracowań Filmów w Warszawie

Reżyser: Jerzy Twardowski

Tekst:
- Krystyna Albrecht,
- Grażyna Dyksińska-Rogalska

Dźwięk: Mariusz Kuczyński

Montaż: Janina Nowicka

Kierownik produkcji: Tadeusz Simiński

Wystąpili:
- Ignacy Gogolewski – Arthur Meursault
- Zofia Merle – Marie Cardona
- Aleksander Bardini – obrońca
- Tadeusz Cygler – sędzia śledczy
- Cezary Julski – Raymond Sintes
- Henryk Czyż – pan Masson
- Krystyna Karkowska – pani Masson
- Janusz Bukowski – ksiądz
- Leon Pietraszkiewicz – sędzia
- Zdzisław Mrożewski – prokurator
- Stanisław Milski – Salamano
- Kazimierz Biernacki
- H. Staszewska

## Produkcja
Zdjęcia realizowano w Algierze, w którym rozgrywa się akcja powieści Camusa. We Włoszech kręcono scenę na plaży w miejscowości Gaeta (prowincja Latina).